# Beesedau
Beesedau ist ein Ortsteil der Ortschaft Beesenlaublingen der Stadt Könnern im Salzlandkreis des Bundeslandes Sachsen-Anhalt. 

## Geografische Lage
Beesedau liegt etwa 10 km nordwestlich von Könnern am Ostufer der Saale. 

## Geschichte
Beesedau, zwischen dem Fürstentum Anhalt und dem Saalkreis des Erzstifts Magdeburg (ab 1680 als Herzogtum Magdeburg unter preußischer Oberhoheit) gelegen, gehörte als Exklave zur Grafschaft Barby. Nach dem Tod des letzten Grafen von Barby im Jahr 1659 kam Beesedau bei der Teilung der Grafschaft mit dem sächsischen Anteil an das albertinische Sekundogenitur-Fürstentum unter Herzog August von Sachsen-Weißenfels. Dieser belieh die Brüder von Krosigk aus der Sanderslebischen Linie im Jahr 1664 mit den Ober- und Untergerichten über Beesedau.
1680 fiel die nur noch aus dem Amt Barby bestehende Grafschaft Barby mit der Exklave Beesedau an die Seitenlinie Sachsen-Weißenfels-Barby unter Augusts Sohn Heinrich. Mit dem am 13. Oktober 1723 zwischen Herzog Heinrich und Kursachsen geschlossenen Vertrag wurde die kursächsische Oberhoheit über die Grafschaft anerkannt und die formale Selbständigkeit der Grafschaft Barby beendet. Mit Heinrichs Sohn Georg Albert starb 1739 die Barbysche Linie aus und die Grafschaft fiel an  die Hauptlinie von Sachsen-Weißenfels zurück, bis auch deren Linie im Jahr 1746 erlosch. Nachdem auch diese Linie mit Johann Adolf II. 1746 ausgestorben war, kam Beesedau als Teil der Grafschaft Barby an das Kurfürstentum Sachsen, bei welchem es bis 1807 blieb. Das sächsische Amt Barby war dem Kurkreis angegliedert.
1726 wurde die Beesedauer Kirche erbaut. Ferdinand Anton von Krosigk (1743–1805) kaufte Beesedau von seinem Vetter Karl Eschwin von Krosigk (1739–1809), auf Beesedau, zu seinem geerbten Besitz hinzu. Nach dem Verlust des Sanderslebener Guts wurde diese Linie der Familie von Krosigk als Beesedauer oder Reformierte Linie bezeichnet.
Nach dem Sieg Napoléons über Preußen wurden die westelbischen Gebiete Preußens in das Königreich Westphalen unter Napoléons Bruder  Jérôme  integriert. Das mit Napoléon verbündete Königreich Sachsen überließ nach dem Tilsiter Frieden im Jahr 1807 u. a. die Grafschaft Barby Napoléons Bruder Jérôme. Dieser gliederte die Gebiete in sein Königreich Westphalen ein. Während der Hauptteil der Grafschaft Barby zum Departement der Elbe kam, wurde die Exklave Beesedau dem Departement der Saale zugewiesen und dem Kanton Cönnern im Distrikt Halle angegliedert.
Im Jahr 1813 erfolgte die preußische Eroberung des Königreichs Westphalen. Nach dem Wiener Kongress 1815 wurde Beesedau in die preußische Provinz Sachsen integriert und dem Saalkreis im Regierungsbezirk Merseburg angeschossen.
Am 20. Juli 1950 wurde Beesedau zu einem Ortsteil von Beesenlaublingen, welches am 1. Januar 2005 in die Stadt Könnern eingemeindet wurde. Der Ort kam durch eine Kreisreform in der DDR zum Kreis Bernburg im Bezirk Halle, der 1990 zum Landkreis Bernburg wurde und 2007 im Salzlandkreis aufging.

## Infrastruktur

### Verkehrsanbindung
Die A 14, die von Leipzig nach Magdeburg führt, verläuft wenige Kilometer südwestlich des Orts. Sie überquert über die Saalebrücke Beesedau den Fluss. Die nächsten Abfahrten sind „Könnern“ und „Plötzkau“. Von 1905 bis 1966 (Personenverkehr) bzw. 1994 (Güterverkehr) hatte Beesedau einen Bahnhof an der Bahnstrecke Bebitz–Alsleben.

### Industrie
In Beesedau existiert ein Kieswerk.